# イモータル (アルバム)
『イモータル』（英: Immortal）は、アメリカ合衆国の歌手、マイケル・ジャクソンの2011年発売のリミックス・アルバム。
2011年に開幕した、シルク・ドゥ・ソレイユとマイケル・ジャクソンのコラボレーションによる『マイケル・ジャクソン：ザ・イモータル・ワールドツアー』の劇中で使用されるジャクソンのリミックス音源が収録されている。ジャクソン5・ジャクソンズから『MICHAEL』までのほぼ全ての時代の音源が未発表音源を含め、使用されている。シルク・ドゥ・ソレイユと歌手のコラボレーションによって発売された作品としては、ビートルズの『LOVE』（2006年）、エルヴィス・プレスリーの『Viva ELVIS』（2010年）に次ぐ3作目である。2枚組の完全生産限定盤と1枚組の通常盤が発売された。

## 収録曲

### 完全生産限定盤

#### ディスク 1
1. ワーキング・デイ・アンド・ナイト（イモータル・ヴァージョン）
2. イモータル INTRO（イモータル・ヴァージョン）
3. チャイルドフッド（イモータル・ヴァージョン）
4. スタート・サムシング（イモータル・ヴァージョン）
5. シェイク・ユア・ボディ（イモータル・ヴァージョン）
6. ダンシング・マシーン/今夜はブギー・ナイト（イモータル・ヴァージョン）
7. ベン（イモータル・ヴァージョン）
8. ハートブレイク・ホテル（イモータル・ヴァージョン）
9. スムーズ・クリミナル（イモータル・ヴァージョン）
10. デンジャラス（イモータル・ヴァージョン）
11. 【マイム・セグメント】(アイ・ライク) ザ・ウェイ・ユー・ラヴ・ミー/スピード・デーモン/アナザー・パート・オブ・ミー（イモータル・ヴァージョン）
12. ジャクソン5・メドレー:帰ってほしいの/ABC/小さな経験（イモータル・ヴァージョン）
13. スピーチレス/ヒューマン・ネイチャー（イモータル・ヴァージョン）
14. イズ・イット・スケアリー/スレトゥンド（イモータル・ヴァージョン）
15. スリラー（イモータル・ヴァージョン）

#### ディスク 2
1. ユー・アー・ナット・アローン/キャント・ストップ・ラヴィング・ユー（イモータル・ヴァージョン）
2. 今夜はビート・イット/ステイト・オブ・ショック（イモータル・ヴァージョン）
3. JAM（イモータル・ヴァージョン）
4. プラネット・アース（朗読）/アース・ソング（イモータル・ヴァージョン）
5. スクリーム/リトル・スージー（イモータル・ヴァージョン）
6. ゴーン・トゥー・スーン（イモータル・ヴァージョン）
7. ゼイ・ドント・ケア・アバウト・アス（イモータル・ヴァージョン）
8. ウィル・ユー・ビー・ゼア（イモータル・ヴァージョン）
9. アイル・ビー・ゼア（イモータル・ヴァージョン）
10. イモータルMEGAMIX:キャン・ユー・フィール・イット/今夜はドント・ストップ/ビリー・ジーン/ブラック・オア・ホワイト（イモータル・ヴァージョン）
11. マン・イン・ザ・ミラー（イモータル・ヴァージョン）
12. リメンバー・ザ・タイム/BAD（イモータル・ヴァージョン）

### 通常盤
1. ワーキング・デイ・アンド・ナイト（イモータル・ヴァージョン）
2. イモータル INTRO（イモータル・ヴァージョン）
3. チャイルドフッド（イモータル・ヴァージョン）
4. スタート・サムシング（イモータル・ヴァージョン）
5. ダンシング・マシーン/今夜はブギー・ナイト（イモータル・ヴァージョン）
6. ハートブレイク・ホテル（イモータル・ヴァージョン）
7. スムーズ・クリミナル（イモータル・ヴァージョン）
8. デンジャラス（イモータル・ヴァージョン）
9. ジャクソン5・メドレー:帰ってほしいの/ABC/小さな経験（イモータル・ヴァージョン）
10. スピーチレス/ヒューマン・ネイチャー（イモータル・ヴァージョン）
11. イズ・イット・スケアリー/スレトゥンド（イモータル・ヴァージョン）
12. スリラー（イモータル・ヴァージョン）
13. ユー・アー・ナット・アローン/キャント・ストップ・ラヴィング・ユー（イモータル・ヴァージョン）
14. 今夜はビート・イット/ステイト・オブ・ショック（イモータル・ヴァージョン）
15. JAM（イモータル・ヴァージョン）
16. プラネット・アース（朗読）/アース・ソング（イモータル・ヴァージョン）
17. ゼイ・ドント・ケア・アバウト・アス（イモータル・ヴァージョン）
18. アイル・ビー・ゼア（イモータル・ヴァージョン）
19. イモータルMEGAMIX:キャン・ユー・フィール・イット/今夜はドント・ストップ/ビリー・ジーン/ブラック・オア・ホワイト（イモータル・ヴァージョン）
20. マン・イン・ザ・ミラー（イモータル・ヴァージョン）